# Phaenocarpa leptura
Phaenocarpa leptura är en stekelart som beskrevs av Fischer 1975. Phaenocarpa leptura ingår i släktet Phaenocarpa och familjen bracksteklar. Inga underarter finns listade i Catalogue of Life.